# 聖佩德羅德拉帕斯
聖佩德羅德拉帕斯（西班牙語：San Pedro de la Paz）是智利的城鎮，位於該國中部，由比奧比奧大區的康賽普西翁省負責管轄，面積112平方公里，海拔高度20米，2002年人口80,447，人口密度每平方公里718.3人。

## 外部連結

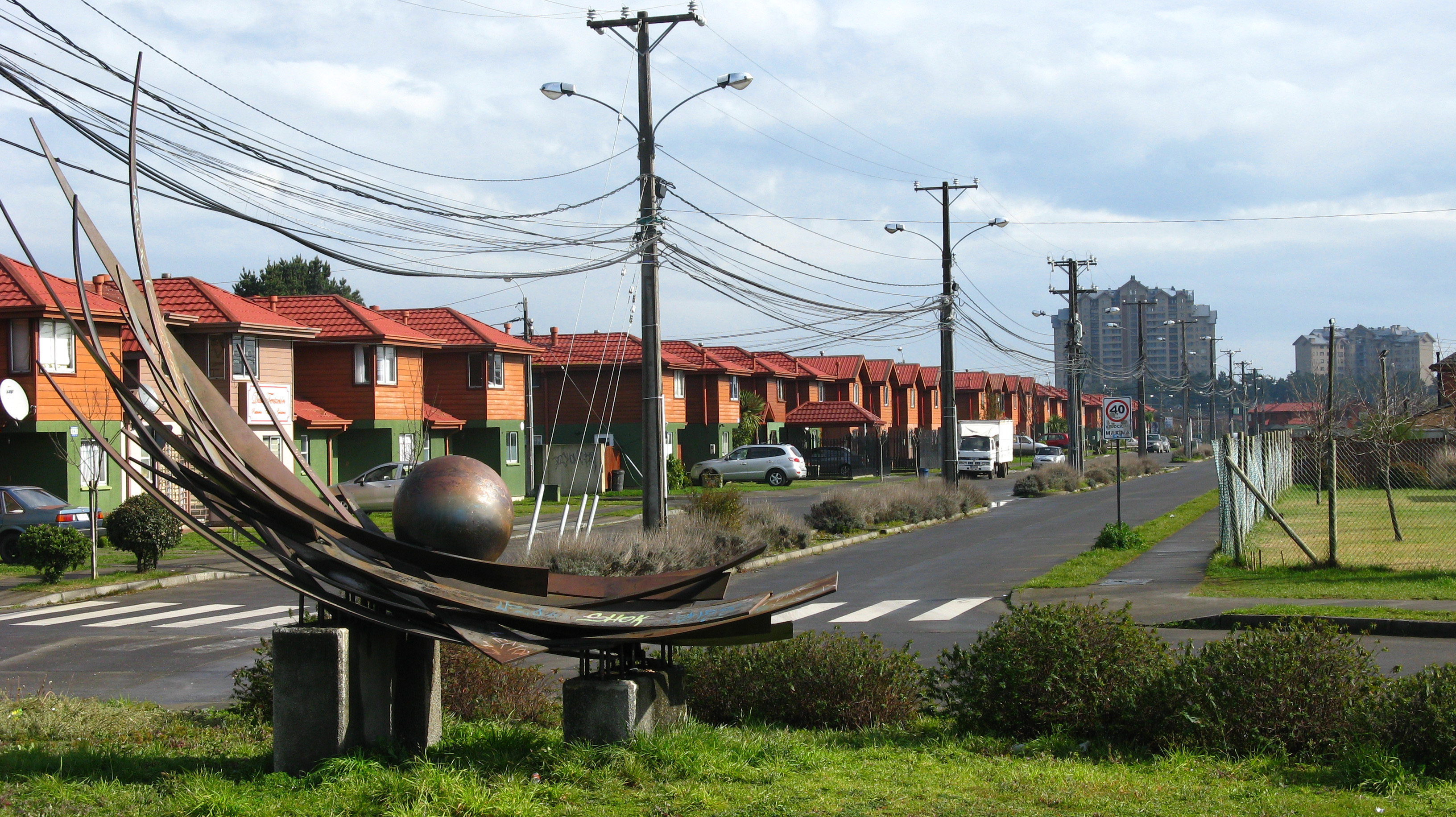

- Municipality of San Pedro de la Paz （页面存档备份，存于）